# Torneio das Campeãs da WTA
O Torneio das Campeãs da WTA – ou Garanti Koza WTA Tournament of Champions, na última edição – foi um torneio de tênis profissional feminino suplementar de final de temporada da WTA.
Estreou em 2009 e durou até 2014. Sem sede fixa, passou por três anos na Indonésia (em Nusa Dua, na ilha de Bali) e o restante em Sófia, capital da Bulgária. Os jogos eram disputados em quadras duras cobertas no fim de outubro e/ou começo de novembro.
Depois do cancelamento, foi substituído pelo WTA Elite Trophy.

## Finais
| Ano  | Campeã          | Vice-campeã             | Resultado     | Terceiro lugar    |
| ---- | --------------- | ----------------------- | ------------- | ----------------- |
| 2014 | Andrea Petkovic | Flavia Pennetta         | 1–6, 6–4, 6–3 | Não disputado     |
| 2013 | Simona Halep    | Samantha Stosur         | 2–6, 6–2, 6–2 | Não disputado     |
| 2012 | Nadia Petrova   | Caroline Wozniacki      | 6–2, 6–1      | Não disputado     |
| 2011 | Ana Ivanović    | Anabel Medina Garrigues | 6–3, 6–0      | Nadia Petrova     |
| 2010 | Ana Ivanović    | Alisa Kleybanova        | 6–2, 7–65     | Kimiko Date-Krumm |
| 2009 | Aravane Rezaï   | Marion Bartoli          | 7–5, ab.      | Não disputado     |